# Lusignan Péter ciprusi herceg
Lusignan Péter (1385. körül - 1451. február 10.), ciprusi herceg, Tripoli címzetes grófja, Ciprus régense. A Lusignan-ház tagja.

## Élete
Édesapja Lusignan Jakab ciprusi királyi herceg (1395/96. - ?), Tripoli címzetes grófja, János ciprusi herceg (1329/30. - 1375.) és Ibelin Aliz fia.
Édesanyja Lusignan Margit ciprusi királyi hercegnő, I. Péter ciprusi király és Aragóniai Eleonóra leánya.
Péter korán árvaságra jutott. 1415. körül feleségül vette unokatestvérét Lusignan Izabella ciprusi királyi hercegnőt. Míg Péter két leánytestvérét Eleonórát és Loysiát Izabella két bátyja vette el. Péter és Izabella házassága gyermektelen maradt. Később 1432-ben, amikor meghalt sógora, Pétert nevezték ki a kiskorú II. János ciprusi király mellé régensnek.

## Utódai
Bár házassága gyermektelen maradt, Péternek maradtak utódai. Törvénytelen fia, Phoebus (1420/25. k. - Róma, 1485. július), akit 1428-ban V. Márton pápa törvényesített, egy fiú- és egy leánygyermeket hagyott maga után.
Fia, Hugó (†1468 után) akinek második felesége Izabella Placoton volt két leánygyermeket szült neki:
Lusignan Izabella aki Makrasikka urához, Embriaco de Giblethez ment feleségül 
és Lusignan Lucrécia, akinek Olivier d'Fletre volt a férje.
Lányától, Eleonórától (†1475k.) is maradtak utódai, ő kétszer házasodott. Első férje Soffredo Crispo (†1458) naxoszi herceg volt, tőle gyermeke nem született. Második férje a portugál Vasco Gil Moniz volt. Tőle egy fia született Febos Moniz de Lusignan.